# 凸雕扁足蟹
凸雕扁足蟹（学名：Platypodia anaglypta）为扇蟹科扁足蟹属的动物。分布于所罗门群岛、新赫布里底群岛、印度尼西亚、马来半岛、恰果斯群岛、红海、波斯湾、毛里求斯以及中国大陆的西沙群岛等地，生活环境为海水，一般栖息于珊瑚礁浅水中。